# Rejon omski
Rejon omski (ros. Омский район) – rejon będący jednostką administracyjną obwodu omskiego w Federacji Rosyjskiej. Centrum administracyjne – miasto Omsk.

## Geografia
Rejon omski leży na południu centralnej części obwodu.
Główne rzeki: Irtysz i Om. Terytorium współczesnego rejonu rozpościera się wzdłuż środkowego biegu Irtysza i dolnego Obu, w strefie lasostepu. Zajmuje powierzchnię 3680 km². Irtysz dzieli rejon na część lewobrzeżną i prawobrzeżną. Ob dzieli prawą stronę na część północną i południową. Rejon rozciąga się na odległość 120 km w kierunku północ - południe i na 60 km w kierunku wschód - zachód.
Na północy graniczy z rejonem sargatskim i gorkowskim, na wschodzie - z kormiłowskim, na południu - z czerłakskim, azowskim i tawryczeskim, na zachodzie - z lubińskim i marjanowskim.

## Podział administracyjny
W skład rejonu wchodzą 23 gminy (okręgi) wiejskie: andrejewska, aczairska, bogoslowska, drużyńska, irtyszska, kalinińska, kluczewska, komsomolska, krasnojarska, łuzińska, magistralna, morozowska, nadieżdińska, nowoomska, nowotroicka, omska, pietrowska, pokrowska, puszkińska, rozowska, rostowkińska, troicka, ust-zaostrowska.